# New Hamanasu
Le New Hamanasu (ニューはまなす, Nyū Hamanasu) est un ferry ayant appartenu à la compagnie japonaise Shin Nihonkai Ferry. Construit entre 1986 et 1987 aux chantiers IHI d'Aioi, il est mis en service en mars 1987 sur les liaisons entre les îles d'Honshū et d'Hokkaidō. Transféré en 2002 au sein de la compagnie Orient Ferry, autre filiale du groupe SHK, il est rebaptisé Utopia (ゆうとぴあ, Yūtopia) et affecté aux lignes internationales entre le Japon et la Chine. Retiré du service en décembre 2015 en raison d'une forte baisse du trafic passager et fret, il est finalement démoli en Inde en 2018.

## Histoire

### Origines et construction
À partir des années 1980, la compagnie Shin Nihonkai Ferry entreprend le renouvellement de sa flotte en service entre Honshū et Hokkaidō. Après avoir franchi un cap avec la mise en service de l'imposant Ferry Lilac entre Maizuru et Otaru en 1984, l'armateur japonais décide de faire de même pour sa ligne entre Niigata et Otaru avec la construction de deux car-ferries jumeaux qui remplaceront les Ferry Hamanasu et Ferry Shirayuri.
Affichant des dimensions similaires à celles du Ferry Lilac, les futurs navires sont cependant mois longs en raison des dimensions restreintes du port de Niigata. Ils se démarquent néanmoins de leur aîné de par la conception de leurs aménagements intérieurs, bien plus confortables et occupant une surface plus grande. 
Prévu pour remplacer le Ferry Hamanasu, le nouveau navire, baptisé New Hamanasu, est construit par les chantiers IHI d'Aioi, également constructeur du Ferry Lilac. Le navire est mis sur cale à le 28 août 1986 et lancé le 11 novembre suivant. Après quatre mois de finitions, il est livré à Shin Nihonkai le 20 mars 1987.

### Service

#### Shin Nihonkai Ferry (1987-2002)
Le New Hamanasu est mis en service au mois de mars 1987 entre Niigata et Otaru. Il est rejoint au mois d'avril par son jumeau le New Shirayuri.
En février 1990, le navire rejoint les chantiers qui l'ont vu naître afin de bénéficier de quelques travaux de transformation consistant notamment en l'ajout de nouvelles cabines permettant d'augmenter sa capacité d'emport. 
Dans l'après-midi du 16 juin 1997, alors qu'il se trouve au mouillage à 1,8 mille du port de Niigata, le New Hamanasu est heurté par le navire de pêche Mano Maru. Si le car-ferry s'en tire avec un impact sur son flanc, le navire de pêche voit en revanche sa proue écrasée. La cause de la collision sera attribuée à un manque d'attention de la part de l'équipage du Mano Maru.
Cette même année, le navire est repeint aux nouvelles couleurs de Shin Nihonkai avec l'inscription du logo en bleu sur sa coque en remplacement de la traditionnelle bande verte.
En avril 2002, le New Hamanasu est remplacé sur son itinéraire par le nouveau Lilac. Retiré du service, il est transféré au mois d'octobre sous les couleurs de la compagnie Orient Ferry, autre société détenue par le groupe SHK, maison mère de Shin Nihonkai.

#### Orient Ferry (2002-2015)
Rebaptisé Utopia, le car-ferry entame sa seconde carrière en octobre 2002 entre Shimonoseki et Qingdao en Chine.
À partir de 2014, la ligne devient cependant déficitaire en raison d'une baisse drastique de la fréquentation, aussi bien des passagers que du transport du fret. En raison de la délocalisation des usines de production de vêtements au Viêt Nam et en Birmanie, le trafic des marchandises sur la ligne, se composant essentiellement de vêtements importés vers le Japon, est divisé par deux, passant de 18 000 EVP en 2006 à 9 000 en 2014. Il en est de même pour le trafic des passagers, grandement affecté par la crise financière de 2008 mais aussi par le séisme et le tsunami ayant touché le Japon en 2011 qui entraîne une forte baisse de fréquentation des touristes chinois. En conséquence, l'exploitation du navire est arrêtée le 24 décembre 2015. 
Désarmé à Kanda, le navire est renommé Opia et passe sous pavillon des Palaos en 2017. Il est repris cette même année par un armateur indonésien et prend le nom de Roro Prayasti. Finalement revendu à la démolition en 2018, il est échoué sur la plage d'Alang en Inde et démantelé.

## Aménagements
Le New Hamanasu possédait 8 ponts. Si le navire s'étendait en réalité sur 10 ponts, deux d'entre eux étaient inexistants au niveau des garages afin de permettre au navire de transporter du fret. À l'époque japonaise du navire, la numérotation des ponts débutait à partir du pont garage inférieur (correspondant au pont 1). Les locaux passagers occupaient les ponts 3, 4 et 5 tandis que l'arrière du pont 3 est consacré à l'équipage. Les ponts 1, et 2 et 3 abritent quant à eux les garages. À partir de 2002, la numérotation commerciale concordait avec le nombre total d'étages. 

### Locaux communs
Les passagers avaient à leur disposition un restaurant, un grill et deux salons En plus de ces principaux aménagements, le navire proposait également deux bains publics (appelés sentō), l'un pour les hommes, l'autre pour les femmes une boutique, une salle de jeux vidéos ainsi qu'une salle de sport.

### Cabines
Les cabines étaient réparties deux catégories selon le niveau de confort. Ainsi, le navire était équipé en 1re classe de deux suites à deux personnes, 8 cabines spéciales de style occidental à deux et deux cabines triples de style japonais ainsi que 8 cabines à deux, 10 cabines à quatre et 16 cabines à cinq. 
En 2de classe, les passagers logeaient dans des dortoirs collectifs pour un total de 698 places.

## Caractéristiques
Le New Hamanasu mesurait 184,50 mètres de long pour 26,50 mètres de large, son tonnage était à l'origine de 17 261 UMS (ce qui n'est pas exact, le tonnage des car-ferries japonais étant défini sur des critères différents) puis sera porté en 1990 à 17 393 UMS. Il pouvait embarquer à l'origine 920 passagers puis 932 après la refonte de 1990 ainsi que 103 véhicules et 150 remorques dans son garage accessible par deux portes rampe arrières, l'une axiale, l'autre située à tribord. La propulsion du New Hamansu était assurée par deux moteurs diesel IHI-Pielstick 9PC40 développant une puissance de 29 700 chevaux entrainant deux hélices à pas variables faisant filer le bâtiment à une vitesse de 22,6 nœuds. Il était en outre doté d'un propulseur d'étrave ainsi que d'un stabilisateur anti-roulis. Les dispositifs de sécurité étaient à l'époque essentiellement composés de radeaux de sauvetage mais aussi d'une embarcation semi-rigide de secours. À partir de 2002, le navire était équipé de deux embarcations de sauvetage fermées de taille moyenne.

## Lignes desservies
Pour Shin Nihonkai Ferry, de 1987 à 2002, le New Hamanasu était affecté principalement entre les îles d'Honshū et d'Hokkaidō sur la ligne Niigata - Otaru.
À partir de novembre 2002, le navire est affecté entre le Japon et la Chine sur la ligne Shimonoseki - Qingdao jusqu'en décembre 2015 sous les couleurs d'Orient Ferry.